# Virus de la leucemia felina
El virus de la leucemia felina (VLFe, FeLV en inglés) es un retrovirus que infecta a los gatos. El VLFe se transmite hacia los gatos no infectados a través de la saliva o las secreciones nasales. Este virus causa un tipo de cáncer de las células sanguíneas, los linfocitos, es decir, una leucemia.

## Signos y síntomas
Los signos y síntomas de la infección del virus de la leucemia felina son bastante variados. Incluyen:
- Pérdida de apetito
- Deficiencias en el pelaje
- Infecciones de la piel, la vejiga y el tracto respiratorio
- Enfermedades bucodentales
- Convulsiones
- Linfadenopatía (aumento de tamaño de los ganglios linfáticos)
- Lesiones en la piel
- Fatiga
- Fiebre
- Pérdida de peso
- Estomatitis
- Gingivitis
- Dejar de usar la caja de arena
- Pancitopenia
- Aseo pobre
- Enfermedades bacterianas y virales recurrentes
- Anemia
- Diarrea
- Ictericia

## Transmisión

Ilustración de los posibles resultados tras la exposición de un gato a la infección por FeLV

Los gatos infectados con VLFe pueden ser focos de la infección. Los gatos se pueden transmitir el virus entre ellos a través la saliva, el contacto sexual, las mordeduras entre gatos, a través de una caja de arena o un plato de comida usado por un gato infectado (raramente ocurre). Además la gata puede transmitir el virus a sus cachorros durante la gestación y por medio de la lactancia. La transmisión está relacionada con el subgrupo al que pertenezca el virus.
Inicialmente se creía que el virus VLFe podría sobrevivir sólo 2 horas en una ambiente seco y 48 horas en un ambiente húmedo (por ejemplo, la caja de arena). Una nueva ponencia publicada por los veterinarios de universidad Cornell, titulada "¿Puede el virus VLFe sobrevivir en el ambiente?" estableció una relación entre el VLFe y el VIH (Virus que puede sobrevivir durante numerosas semanas y es estructuralmente similar al VLFe). Por la ausencia de alguna investigación de importancia respecto a la supervivencia del virus en el ambiente, se tiene que tener cuidado aunque la supervivencia no sea muy larga. La leucemia felina es intransmisible a los humanos.
El VLFe causa la inmunosupresión en gatos domésticos, y hay también evidencias de la existencia del virus en grandes poblaciones de felinos salvajes (por ejemplo el lince, el guepardo, y el león). Abrumadoras evidencias epidemiológicas sugieren que VLFe no se transmite a los humanos ni a los perros. Esta afirmación se basa en el hecho de que un perro doméstico de cada cinco vive con un gato, aproximadamente, y todos los gatos domésticos viven con humanos (unos 60 millones de gatos domésticos en los EE. UU.) y no se conoce ninguna infección. Es un virus específico de los felinos y no infecta a otros animales, tales como perros (de hecho, al parecer no hay ninguna versión canina de esta enfermedad).
Aproximadamente el 0,5 % de los gatos domésticos portan permanentemente el VLFe, aunque muchos más gatos (>35%) tienen anticuerpos IgG específicos lo cual indica que han estado expuestos anteriormente al virus y ha desarrollado inmunidad en lugar de la infección. La transmisión del VLFe se produce principalmente a través de la saliva durante los comportamientos agresivos (mordiscos/luchas) o los intercambios de fluidos corporales en los contactos sexuales. Se cree que los demás contactos sociales tales como compartir comederos o los cuencos del agua y el aseo mutuo, representan un bajo riesgo de trasmisión. Los gatitos pueden nacer con el virus, habiéndolo contraído de su madre en el útero.
La incidencia de la infección es mucho mayor en los gatos de ciudad, callejeros o mascotas, que en los gatos rurales. Esto se debe a la densidad de población y la cantidad de contactos que los gatos tienen unos con otros.
Existen cuatro subgrupos de VLFe: A, B, C y T, pero solo el subgrupo A se transmite entre los gatos. Los otros subgrupos surgen de novo y como resultado de la recombinación con una secuencia de ADN felino endógena. Lo que indica que este virus es muy antiguo y puede haberse adaptado a los gatos hace más de 10 millones de años.
Los subgrupos se definen basándose en la interferencia viral y en la gama in vitro de huéspedes. Las diferencias se deben al polimorfismo en la glicoproteína gp70 con el más alto nivel de divergencia situado en la región de gp70 que se cree es el que interactúa con el receptor celular. En una célula infectada, se cree que el gp70 bloquea los receptores virales, por lo que previene de nuevas infecciones del mismo subgrupo.

## Progresión
La enfermedad puede producir una amplia gama de efectos. El gato puede luchar contra la infección y volverse totalmente inmune, convertirse en portador sano que nunca enfermará pero sí puede infectar a otros gatos, o enfermar. El desarrollo de linfomas se considera la última etapa de la enfermedad. Una vez que el virus ha entrado en el gato, hay seis fases en una infección de VLFe:
- Fase 1: El virus entra en el gato, por lo general a través de la faringe. Infecta las células epiteliales, los B-linfocitos y macrófagos. Estos glóbulos blancos se filtran a los ganglios linfáticos y comienzan a replicarse.

- Fase 2: El virus entra en el torrente sanguíneo y comienza a distribuirse por todo el cuerpo.

- Fase 3: El sistema linfático (que produce anticuerpos que atacan las células infectadas y cancerosas) es infectado, con mayor difusión por todo el cuerpo.

- Fase 4: Es el punto principal de la infección, donde el virus puede tomar el control del sistema inmunológico del cuerpo y causar viremia. Durante esta etapa se infecta el sistema hemolinfático y los intestinos.

Si el sistema inmunológico del gato no elimina el virus, entonces se progresará a:
- Fase 5: Se infecta la médula ósea, por lo que el virus se quedará en el gato para el resto de su vida. En esta fase, el virus se replica y se liberarán de cuatro a siete días después neutrófilos infectados (glóbulos blancos), y en ocasiones linfocitos, monocitos (glóbulos blancos formados en la médula ósea) y eosinófilos (otro glóbulo blanco).

- Fase 6: El cuerpo del gato queda a merced de la infección y células de las mucosas y las glándulas epiteliales son infectadas. El virus se replica en los tejidos epiteliales: las glándulas salivales, la orofaringe, el estómago, el esófago, los intestinos, la tráquea, la nasofaringe, los túbulos renales, la vejiga, el páncreas, los conductos alveolares y los conductos sebáceos del hocico.

Los gatos diagnosticados con infección persistente por las pruebas ELISA pueden morir en pocos meses o permanecer asintomáticos durante más tiempo. Las enfermedades mortales son leucemias, linfomas y anemias no regenerativas. Aunque no se conoce cura para la infección de este virus, en 2006 el departamento de agricultura de los Estados Unidos aprobó un inmunomodulador de los linfocitos T como una ayuda en el tratamiento de infecciones del VLFe y el VIF.
Aunque se creía que la proteína del virus tiene que estar presente para inducir linfomas en los gatos, los nuevos datos muestran que hay un alto porcentaje de linfomas antígeno VLFe negativos contienen ADN de VLFe, lo que indica un mecanismo "golpe y fuga" de desarrollo de los tumores inducidos por el virus.

## Prevención
Existen vacunas contra el VLFeLV (Código ATCvet QI06AA01 y varias vacunas combinadas), aunque ninguna de las vacunas actualmente disponible ofrecen una protección del 100 % contra el virus. También se han registrado efectos secundarios graves como consecuencia de la vacunación contra el VSFe, en particular, un pequeño porcentaje de gatos que recibieron vacunas del VLFe desarrollaron posteriormente sarcomas asociados a la vacuna, un tumor agresivo, en el lugar de la inyección. El desarrollo de sarcomas con el uso de la antigua vacuna contra la VLFe y otras puede deberse a la inflamación causada por adyuvantes de aluminio de las vacunas. Hay que señalar que no se ha demostrado la causalidad entre los sarcomas y la vacunación, y que hay ninguna diferencia estadística demostrada entre la prevalencia de sarcomas en los animales vacunados con las vacunas adyuvadas o las no adyuvadas, y que la incidencia de los sarcomas es significativamente más baja en Europa y gran Bretaña que en los EE. UU., a pesar de usar vacunas similares.
Merial produce una vacuna recombinante que consiste en virus de la viruela del canario con genes gag y env de VLFe. Se cree que es más segura que la antigua vacuna, ya que no requiere un adyuvante para ser eficaz. Aunque se trata de un virus vivo, al ser su anfitrión original un ave no se replica en mamíferos. Sin embargo, no ha demostrado reducir la incidencia de sarcomas en cualquier estudio clínico o de campo.
Dado que el virus de la leucemia felina es muy débil y muere a las dos horas en un ambiente seco, la incidencia de transmisión se reducirá considerablemente si la caja de arena se mantiene sin restos húmedos entre usos. Un método consiste en quitar todos los restos húmedos después de cada uso, sin embargo, esto a veces no es práctico. Otra opción es un arenero especializado de tres partes que utilice o bien un sustrato de mazorca de maíz o arena de semilla de cártamo en una unidad ranurada en la parte superior, que permite que el líquido drene en un depósito que se vacíe con regularidad. El material de la cama se seca rápidamente al aire, matando al virus rápidamente. Este arenero fue originalmente diseñado para los gatos diabéticos, para permitir las inspecciones periódicas de los niveles de azúcar en el sistema del gato. Por coincidencia la caja también ayuda a prevenir la infección por VLFe entre los gatos domésticos.

## Estructura viral
El Virus de la Leucemia Felina (FeLV) es un retrovirus de ARN u oncornavirus descrito por primera vez por W. Jarrett (et al., Nature 202:566) en la Universidad de Glasgow, en la escuela de medicina veterinaria, en 1964. El virus consta de LTRs 5′ y 3′ y tres genes: Gag (estructural), Pol (enzimas) y Env (envoltura y transmembrana); el genoma total es de aproximadamente 9600 pares de bases.

## Tratamientos aprobados

### En Estados Unidos
La primera vacuna para VLFe se puso en circulación en 1985.
En 2006 el Departamento de Agricultura de los Estados Unidos emitió una licencia condicional para un nuevo tratamiento de ayuda llamado Modulador Inmune de los Linfocitos T. El Modulador Inmune de los Linfocitos T es de T-Cyte Therapeutics, Inc.
El modulador inmune de los linfocitos T pretende ser una ayuda en el tratamiento de los gatos infectados con el virus de la leucemia felina (FeLV) y / o el virus de la inmunodeficiencia felina (FIV), y los síntomas asociados de linfocitopenia, infecciones oportunistas, anemia, granulocitopenia, trombocitopenia. La ausencia de eventos adversos observados en varias especies animales sugiere que el producto tiene un perfil de toxicidad muy bajo.
El modulador inmune de los linfocitos T es un potente regulador de la producción de linfocitos CD-4 y de su función. Se ha demostrado que aumenta el número de linfocitos y la producción de interleuquina 2 en animales.
El modulador inmune de los linfocitos T es un polipéptido de cadena única. Es una glucoproteína fuertemente catiónica, y es purificada con resina de intercambio catiónico, que se diluye para ser suministrada mediante inyección subcutánea.

### En Europa
En Europa se vende interferón-ω (omega) al menos con el nombre de Virbagen Omega y fabricado por Virbac. Cuando se utiliza en el tratamiento de gatos infectados con FeLV en fases clínicas no terminales (mayores de 9 semanas) se han producido mejoras sustanciales en las tasas de mortalidad; en gatos no anémicos, la tasa de mortalidad del 50 % se redujo en aproximadamente un 20 % tras el tratamiento.
El medicamento es bastante caro, siendo la dosis dependiente de peso corporal, pero será cubierto por la mayoría de compañías de seguros para mascotas.

## Comparación con el VIF
El virus de la inmunodeficiencia felina y el VLFe son de misma familia, y a veces se confunden. Sin embargo, ambos virus se diferencian en muchos aspectos. Sus formas son muy diferentes: el VLFe es más circular, mientras que el VIF es alargado. Los dos virus son también bastante diferentes genéticamente, y sus capas de proteínas difieren en tamaño y composición. Aunque muchas de las enfermedades causadas por el VLFe y VIF son similares, las formas específicas en las que son causadas también difieren. Además mientras que el virus de la leucemia felina generalmente causa una enfermedad sintomática en un gato infectado, el gato infectado por VIF puede permanecer completamente asintomático toda su vida.